# Dan Spătaru (calciatore)
Dan Spătaru (Chișinău, 24 maggio 1994) è un calciatore moldavo, attaccante del Petrocub Hîncești.

## Carriera

### Club
Ha giocato nei campionati moldavo, rumeno, russo, lettone, armeno, uzbeko e polacco.

### Nazionale
Ha esordito in nazionale nel 2015, durante le qualificazioni per i campionati europei.

## Palmarès

### Club

#### Competizioni nazionali
- Coppa di Moldavia: 1

Zimbru Chișinău: 2013-2014
- Supercoppa di Moldavia: 1

Zimbru Chișinău: 2014
- Coppa di Lega rumena: 1

Dinamo Bucarest: 2016-2017
- Coppa d'Armenia: 1

Noah: 2019-2020
- Supercoppa d'Armenia: 1

Noah: 2020